# Zakarias Larsson
Per Zakarias Larsson (i riksdagen kallad Larsson i Uppsala), född 6 september 1828 i Norrbärke socken, Kopparbergs län, död 26 mars 1901 i Uppsala, var en svensk ingenjör och riksdagspolitiker.
Larsson var underofficer vid Livregementets grenadjärkår 1851–56, anställd vid Statens telegrafbyggnader 1854 och elev vid Teknologiska institutet 1855–57. Han var nivellör vid Norbergs järnvägsbyggnad 1855–57, verkställde undersökningsarbeten för stambanor och Gällivarebanan 1858–59, var stationsingenjör vid Västra stambanan 1860–62, ingenjör för segelleden mellan Uppsala och Stockholm från 1863 samt stadsingenjör och brandchef i Uppsala (han byggde stadens vattenledning).
Larsson var ägare av Uppsala Mekaniska Verkstad och snickerifabrik från 1868, ledamot i Styrelsen för Städernas allmänna brandstodsbolag från 1892 och kommunalman. Han var ledamot av andra kammaren för Uppsala stad från 1887 års senare lagtima till 1896 års riksdag, ledamot i tillfälligt utskott 1888–90, 1895 och 1896 samt suppleant i särskilt utskott 1890.